# Phare de Ensillada
Le phare de Ensillada (en espagnol : Faro de Isla Ensillada) est un phare actif situé sur l'île Ensillada, dans la province de Chiriquí. Il est géré par la Panama Canal Authority 

## Histoire
L'île Ensillada est une petite île inhabitée du golfe de Chiriquí proche du continent et en bout de la péninsule Muella de Caballo.

## Description
Ce phare est une tour métallique à claire-voie, avec une galerie et une balise de 12 m de haut. La tour est peinte en blanc. Il émet, à une hauteur focale de 62 m, un éclat blanc par période de 5 secondes. Sa portée est de 14 milles nautiques (environ 26 km).
Identifiant : ARLHS : PAN... - Amirauté :
G3269 - NGA : 111-0022 .

### Lien connexe
- Liste des phares du Panama